# Lentaria afflata
Lentaria afflata är en svampart som först beskrevs av Lagger, och fick sitt nu gällande namn av Corner 1950. Enligt Catalogue of Life ingår Lentaria afflata i släktet Lentaria,  och familjen Lentariaceae, men enligt Dyntaxa är tillhörigheten istället släktet Lentaria,  och familjen Gomphaceae. Arten är reproducerande i Sverige. Inga underarter finns listade i Catalogue of Life.